# Копала (Герреро)
Копала (исп. Copala) — город в Мексике, штат Герреро, административный центр одноимённого муниципалитета. Численность населения, по данным переписи 2010 года, составила 6 619 человек.

## Общие сведения
Название Copala с языка науатль можно перевести как место изобилия копала.
Первое упоминание о поселении относится к 1524 году, во время установления контроля над местностью Эрнаном Кортесом.